# NSB Di 1

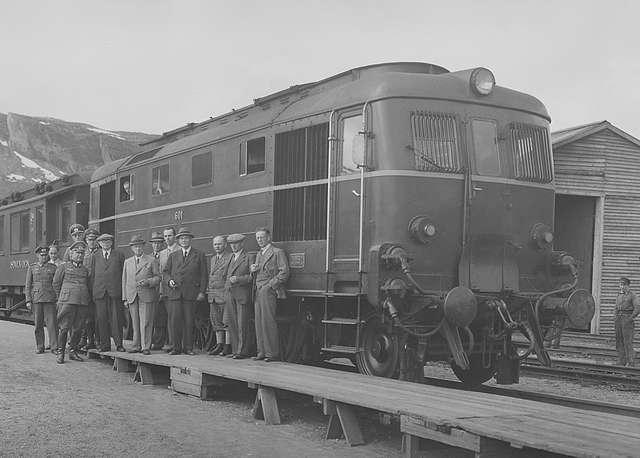
De Di 1 in 1942

De Di 1 is een type diesellocomotief dat werd gebruikt door de Noorse Spoorwegen (NSB). In 1937 zette de NSB een eerste stap richting dieseltractie door de bestelling van twee locomotieven bij het Duitse Krupp. MAN bouwde de twee grote zescilinder dieselmotoren. De afmeting van de cilinders was 300×380 millimeter en het totale vermogen kwam niet verder dan 2000 pk. De eerste locomotief werd geleverd in 1942 en kreeg het bedrijfsnummer 601 zodat de lagere nummers nog gebruikt konden worden voor stoomlocomotieven. 
Omdat de bewapeningsindustrie in Duitsland het meeste materiaal opeiste bleef het bij een testlocomotief, die in de praktijk maar matig voldeed. Het beoogde traject was de Bergensbanen en het was de bedoeling om telkens twee exemplaren ruggelings gekoppeld in te zetten. De Diesellocomotief serie 1 werd dan ook gebouwd met slechts één bestuurderscabine. Aangezien er maar een exemplaar geleverd was moest op de eindpunten, net als bij een stoomlocomotief, gekeerd worden op een draaischijf. Na de oorlog werd de Di 1 ingezet op Gjøvikbanen. In de jaren vijftig kocht de NSB nieuwe rangeerlocomotieven, de Di 2 en de succesvolle Di 3. Na de instroom van de eerste Di 3-en werd lok 601 uit dienst genomen en in 1959 gesloopt.